# Pasiphila sandycias
Pasiphila sandycias là một loài bướm đêm trong họ Geometridae.